# 谢卡·斯科特
谢卡·达莱查·斯科特·理查森（西班牙語：Sheika Daleicha Scott Richardson；2006年10月22日—），哥斯达黎加女子足球运动员，司职进攻中场，目前效力于阿拉胡埃伦斯足球俱乐部和哥斯达黎加国家女子足球队。她曾代表哥斯达黎加参加2023年国际足联女子世界杯。